# Amerikadok

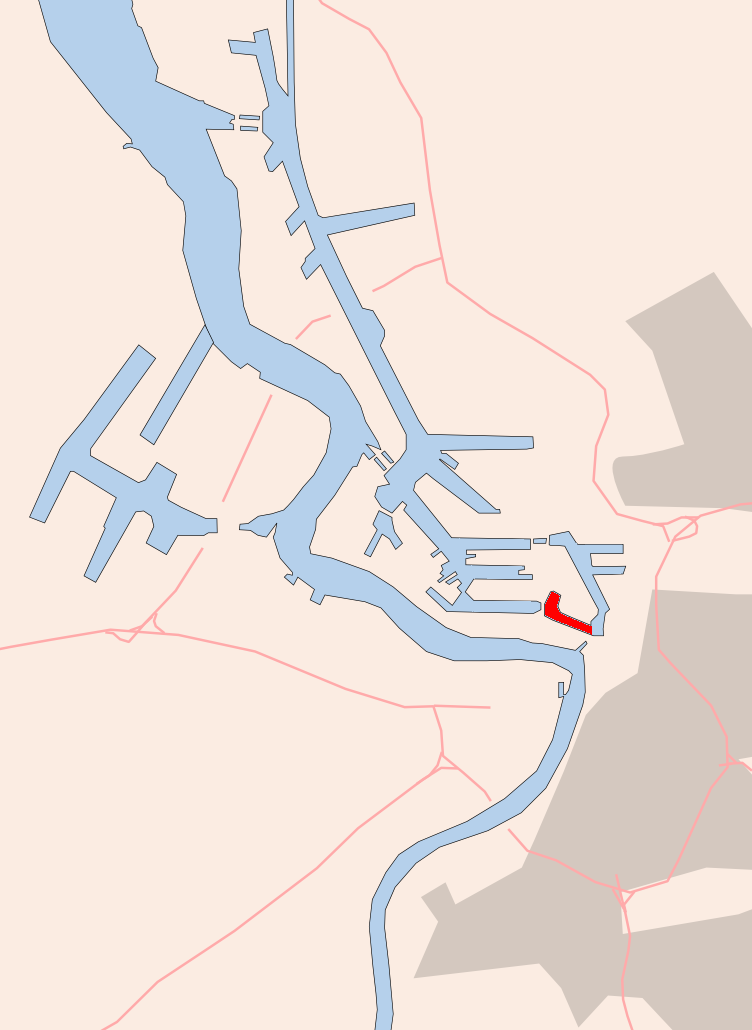
Locatie

Het Amerikadok ligt in noordelijk Antwerpen en ligt niet ver van de Scheldebocht, waar de Royerssluis verbinding heeft met het bijeenkomende Amerika- en Albertdok en de verbindingen met Siberiabrug en Straatsburgdok. Dit lange dok is 881,20 meter lang en 185,50 meter breed met een diepte van 6,25 meter.

## Geschiedenis

### Oorsprong: Afrika en Amerika
In 1887 werd al begonnen met het huidige "Amerikadok". Toen was deze zone nog ontworpen als twee kleinere dokken. Deze 'Afrika-' en 'Amerika'-dokken werden op 19 mei 1887 ingehuldigd. Het Amerikadok was destijds een projectbenaming. Tot 1903 was de officiële naam Petroleumdok en was het dok ook als dusdanig in gebruik. Het nabijgelegen 'Afrikadok' werd door de dokwerkers al snel het Siberiadok genoemd, de officiële naam ervan werd in 1891 veranderd naar Lefèbvredok.

### Uitbreiding
Eind jaren 50 werd aangevangen met de graafwerkzaamheden om het Amerikadok verder westwaarts doorgetrokken en te verbinden met het Vijfde Havendok. 
Dit Amerikadok zou in het oosten aansluiten op een belangrijk kruispuntdok, waar Amerikadok, Albertdok en Straatsburgdok op de Royerssluis zouden aansluiten. Deze graafwerken zouden lang aanslepen. Voor de verbinding met het Vijfde Havendok moest ook het polderdorp Oosterweel verdwijnen en het grootste deel van wat er nog overbleef van het Noordkasteel. In 1881 was het Noordkasteel zelf al afgebroken voor het in 1887 ingehuldigde Amerikadok. In 1935 werd er op de resterende terreinen van het Noordkasteel een populair recreatiedomein ingericht. Dit recreatiedomein moest verdwijnen in 1970 voor de verdere uitbreiding van het Amerikadok. Ook werd bij deze werken de landtong tussen Amerikadok en Afrikadok verwijderd en werd het Amerikadok ten oosten van de Oosterweelsesteenweg naar het noorden uitgebreid, in de bedding van de voormalige hoofdgracht van het Noordkasteel.
Er kwam een lange dubbele viervaksbrug, de Noordkasteelbrug: een tweedubbele wipbrug, met 50 meter brede nuttige vaargeul voor schepen tussen de brugsteunen. Van het polderdorp Oosterweel, dat moest plaats maken voor de uitbreidende haven, blijft alleen de dorpskerk over. Het oude geklasseerde kerkje staat verlaten, onderkomen en alleen in een diepte en getuigt van weleer.
Uiteindelijk werd de verbinding met het Vijfde Havendok pas op 10 februari 1981 ingevaren.

## Beschrijving

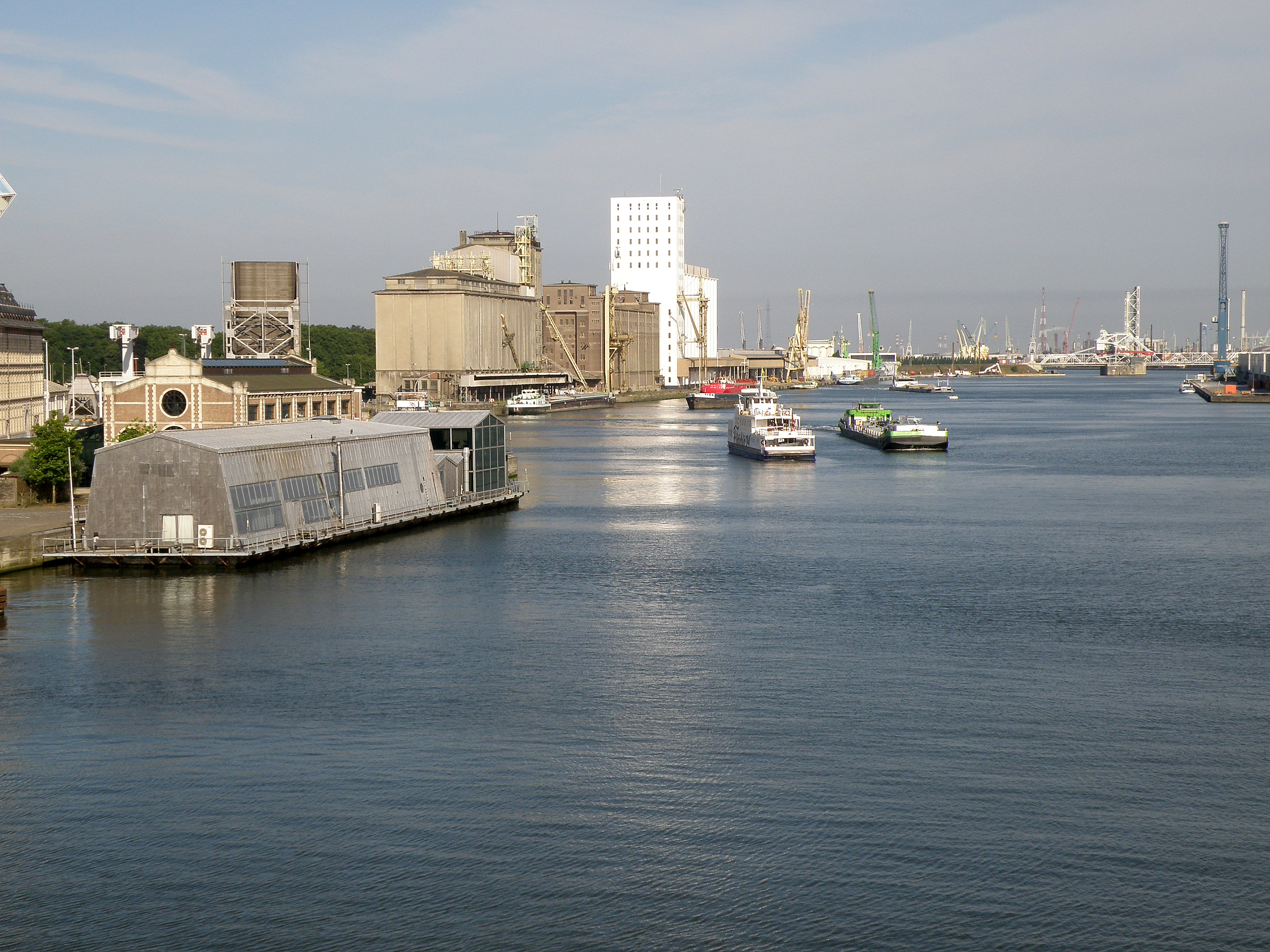
Het Amerikadok in 2017, met graanhuizen (blik gericht naar het westen).

Het dok begint ten oosten met de doorganggeul van Straatsburgdok, Siberiabrug en noordelijk nabij nº 100, 102 en overzijde nº 103 van Albertdok. Aan de wachtkaai nº 47, tussen de Royerssluis en de Siberiabrug, zuidkant, liggen de binnenschepen te wachten voor een schutting. Ook blijven ze daar een weekend liggen of overnachten ze, tot de volgende dag voor een schutting.
Aan de noordzijde en voorbij de Royerssluis is kaai 48 waar het Graanhuis van de Grains d'Anvers aan de Zuidkaai gelegen zijn. Hier wordt, de naam zegt het zelf, graan gelost en geladen, via binnenschepen, zeeschepen of door overslag met vlotkranen, o.a. "Titan" of "Portunus". Zeer véél duiven komen hier zich tegoed doen aan het vele afvalgraan op de kade, op de installaties en op de richels van het Graanhuis.
Op nº 49 is een insteekdokje van het Graanhuis. Dit dokje is eveneens een laad- en loskade aan de noord- en zuidkant van het insteekdok-Graanhuis. Aan de binnenkant van het doodlopende insteekdok, liggen werkschepen, vlotten, en enkele kleine schepen en jachten op de kade. Deze staan er voor reparaties door de firma S.K.B. In de loods worden eveneens kleinere schepen geconstrueerd, zoals politie- en douanepatrouilleboten, zelfs voor het buitenland. In het insteekdok-Graanhuis worden ze proefgedraaid met zelfs een proefvaart op de Schelde en in het Amerikadok.

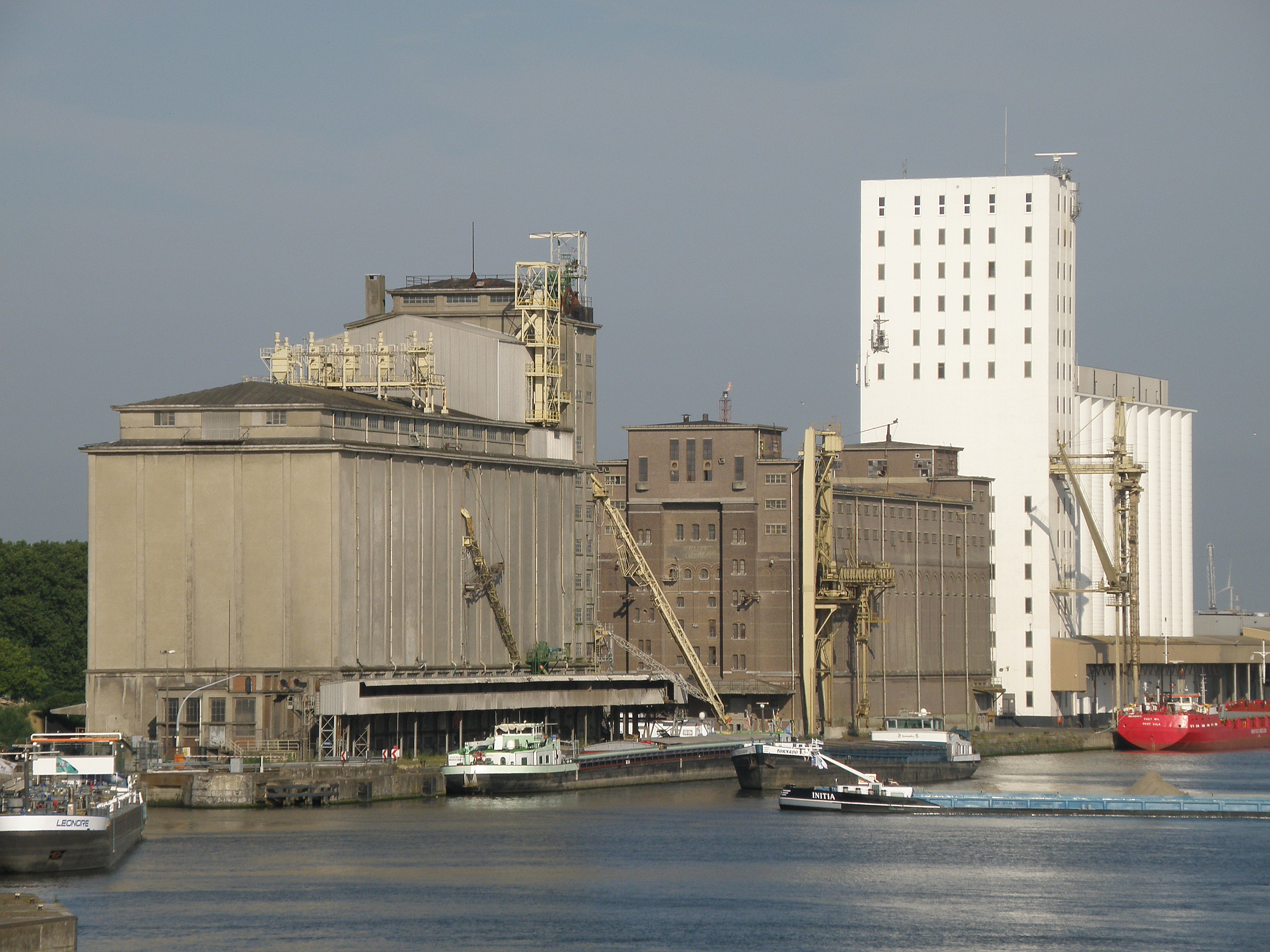
De graanhuizen.

Voorbij het insteekdok-Graanhuis is nº 50. Vanaf deze nummering ligt een geheel nieuw Graanhuiskomplex met de modernste laad- en lossystemen. Op het hoge dak van het nieuwe Graanhuis staat een radarinstallatie voor de Royerssluis. Deze kan de bewegingen volgen van de binnen- en zeevaart, vanaf Straatsburgdok, de oude binnendokken, Albertdok, Tweede Havendok en Derde Havendok tot westelijk aan de Van Cauwelaertsluis en Boudewijnsluis, met inbegrip van het Vijfde Havendok, Vierde Havendok, Zesde Havendok, Churchilldok en Leopolddok tot de ingang van het Kanaaldok B1.
Een eind voorbij dit vernieuwde Graanhuis begint de nummering 53 tot 54. Daar zijn de laad- en losinstallaties met een complex van kaolien, Chinaklei. Deze sneeuwwitte poedersubstantie, zeer kleverig als het nat is, wordt gebruikt in de papierindustrie. Een eind voorbij deze natie is in de hoek van het dok op nº 55 en de zuidkant van de Noordkasteelbruggen het hoofdbureel van de Technische dienst Kranen Stad Antwerpen. Daar hebben de vlotkranen "Brabo", "Portunus" en "Titan" hun vaste ligplaatsen alsook enkele werkschepen en peilboten van deze dienst. De kraankop van "Brabo" torent hoog boven de haveninstallaties uit.
Aan de noordzijde van de Noordkasteelbruggen ligt het Wachtdok voor Lichters. Dit grote insteekdok heeft middenin een rij hoge stalen meerpalen, waartegen de lege duwbakken gemeerd liggen en aan de kade vanaf de onpare nummeringen 75 tot rondom nº 87 liggen grote binnenvaartschepen en duwers voor een korte duur. De duwbakken worden gekoppeld aan de duwers die ze naar hun laadplaats brengen en daar terug worden ontkoppeld. Daarna worden ze geladen terwijl de duwboot een andere geladen duwbak gaat halen elders in de dokken.
Ze varen regelmatig door de Royerssluis met hun vrachtduwbak of een lege duwbak. De totale duwkonvooien kunnen wel 105 tot 110 meter lengte bedragen, terwijl de duwboot zelf maar 25 tot 30 meter lang en 10 tot 12 meter breed is. Deze duwboten zijn ook voorzien met een liftend stuurhuis, die 10 meter en meer kan uittoppen om over de containers te zien. Met behulp van voorschipcamera's kunnen ze vóór de rechte en stompe voorsteven zien. De duwboten zijn meestal nieuwe duwers, maar oudere grote binnenschepen worden soms ontmanteld, doordat het laadruim tot aan de voorkant-stuurhuis wordt doorgebrand (op de scheepswerf afgebrand) en een plat voorstuk met twee hoge duwblokken wordt voorzien.
Vanaf de noordkant van het Amerikadok vanaf de onpare nummeringen hoek 89 tot 99 zijn de magazijnen en loodsen van de firma Imerys gelegen. Op de afgeronde hoek op kaai 99 en 101 staan de losse Kraanconstructies van de blauw-gele mobiele walkranen van Gottwald. Daar worden ze op de kade geassembleerd. Deze mobiele walkranen gaan de bestaande walkranen meer en meer vervangen. De oude walkranen staan op sporen ongeveer een meter van de kaderand. Het gebeurde meermaals dat een aankomend of vertrekkend zeeschip, met zijn steven de walkraan raakte en omver duwde, op de kaai of zelfs in het dok. De verouderde vaste walkranen worden doorverkocht naar buitenlandse havens.
In de Congolese havens van Boma, Lobito en Matadi staan er Antwerpse kranen.
Op de Antwerpse rechteroever van de Schelde:
Albertdok · Amerikadok · Asiadok · Bevrijdingsdok · Bonapartedok · Churchilldok · Derde Havendok · Eerste Havendok · Graandok · Hansadok · Houtdok · Industriedok · Kanaaldok · 
Kattendijkdok · Kempisch dok · Kooldok · Leopolddok · Lobroekdok · Margueriedok · Marshalldok · Noordschippersdok · Petroleumdok · Sasdok · Schippersdok · Schuildok voor Lichters · Siberiadok · Steendok · Straatsburgdok · Suezdok · Tweede Havendok · Verbindingsdok · Vierde Havendok · Vijfde Havendok · Willemdok · Zesde Havendok · Zuiderdokken
Op de Oost-Vlaamse linkeroever van de Schelde:
Deurganckdok · Doeldok · Noordelijk Insteekdok · Saeftinghedok · Verrebroekdok · Vrasenedok · Waaslandkanaal · Zuidelijk Insteekdok